# Xã Franklin, Quận Dent, Missouri
Xã Franklin (tiếng Anh: Franklin Township) là một xã thuộc quận Dent, tiểu bang Missouri, Hoa Kỳ. Năm 2010, dân số của xã này là 1.028 người.